# Stereophyllum indicum
Stereophyllum indicum là một loài Rêu trong họ Stereophyllaceae. Loài này được (Bél.) Mitt. miêu tả khoa học đầu tiên năm 1859.